# Your Joy Is My Low
Your Joy Is My Low è il primo EP del musicista britannico IAMX, pubblicato nel 2004 dalla Acute Music.

## Tracce
Testi e musiche di Chris Corner, eccetto dove indicato.
1. Your Joy Is My Low – 5:18
2. You Stick It in Me – 4:20 (testo: Chris Corner, Sue Denim)
3. This Will Make You Love Again – 4:58 (testo: Chris Corner, Ian Pickering)
4. I Like Pretending – 5:16

## Formazione
Hanno partecipato alle registrazioni, secondo le note di copertina:
- Chris Corner – voce, strumentazione, produzione, missaggio
- Sue Denim – voce
- Audrey Morse – violino (traccia 1)